# Conquista española de Cerdeña
La conquista española de Cerdeña, también conocida como la expedición española de Cerdeña, tuvo lugar entre los meses de agosto y noviembre de 1717 entre España y el Sacro Imperio Romano Germánico, y fue además el suceso desencadenante de la Guerra de la Cuádruple Alianza. Las tropas comandadas por el III marqués de Lede y el I duque de Montemar, apoyadas por la Armada Española, derrotaron fácilmente a las tropas austro-imperiales y conquistaron la isla de Cerdeña, gobernada por la Casa de Habsburgo desde el Tratado de Utrecht de 1713, regresando el dominio de ésta a los españoles.

## Antecedentes
Tras el fin de la Guerra de Sucesión Española (1701-1713) con el Tratado de Utrecht, España cedió los Países Bajos Españoles, el Ducado de Milán, el Reino de Nápoles y Cerdeña al emperador Carlos VI, y Sicilia a Víctor Amadeo II de Saboya. Estos territorios habían estado bajo el dominio español durante casi dos siglos, y su pérdida fue percibida como un duro golpe para el prestigio nacional.
En 1717, con el resurgimiento de España como potencia militar y las ambiciones del rey Felipe V por recuperar la supremacía sobre Italia y el mar Mediterráneo, el resto de las potencias europeas, Gran Bretaña, Francia y el Sacro Imperio contemplaron ceder Sicilia al emperador Carlos VI, lo que disgustó a España, que deseaba recuperar la isla. En este contexto, y con el arresto en Milán del inquisidor general español José Molines por los austriacos, Felipe V obtuvo el casus belli que buscaba. En julio, el rey ordenó la partida de la Armada Española, lista en Barcelona, a la conquista de Cerdeña, iniciando las hostilidades con Austria.

## La invasión
El grueso de la expedición española zarpó del puerto de Barcelona el 24 de julio, y el día 30, el resto de la flota. La armada, bajo el mando del marqués de Mari, consistía en 9 navíos de línea, 6 fragatas, 3 galeras, 2 brulotes y 80 buques mercantes y de transporte, además de 8500 soldados de infantería y 500 de caballería a las órdenes de Juan Francisco de Bette, marqués de Lede.
El 22 de agosto, las fuerzas españolas desembarcaron en Cerdeña, y en sólo dos meses reconquistaron toda la isla, cuyas defensas corrieron a cargo del marqués de Rubí. La rápida victoria se debió principalmente a la acción psicológica del marqués de San Felipe, quien recorrió la isla alentando a sus habitantes, descontentos con el dominio austriaco, a volver al gobierno español. Solo resistieron las fortalezas de Alguer, Castillo Aragonés y la importante ciudad de Cagliari, pero pronto las fuerzas austriacas de la ciudad, carentes de refuerzos, huyeron al norte de la isla, tomándola los españoles el 4 de octubre. Pocos días después, el 19 de octubre, el grueso del ejército español, al mando del marqués de Lede y el duque de Montemar asediaron Alguer, que capituló el día 25. La última plaza cayó el 30 de octubre, y la victoria española fue total.

## Consecuencias

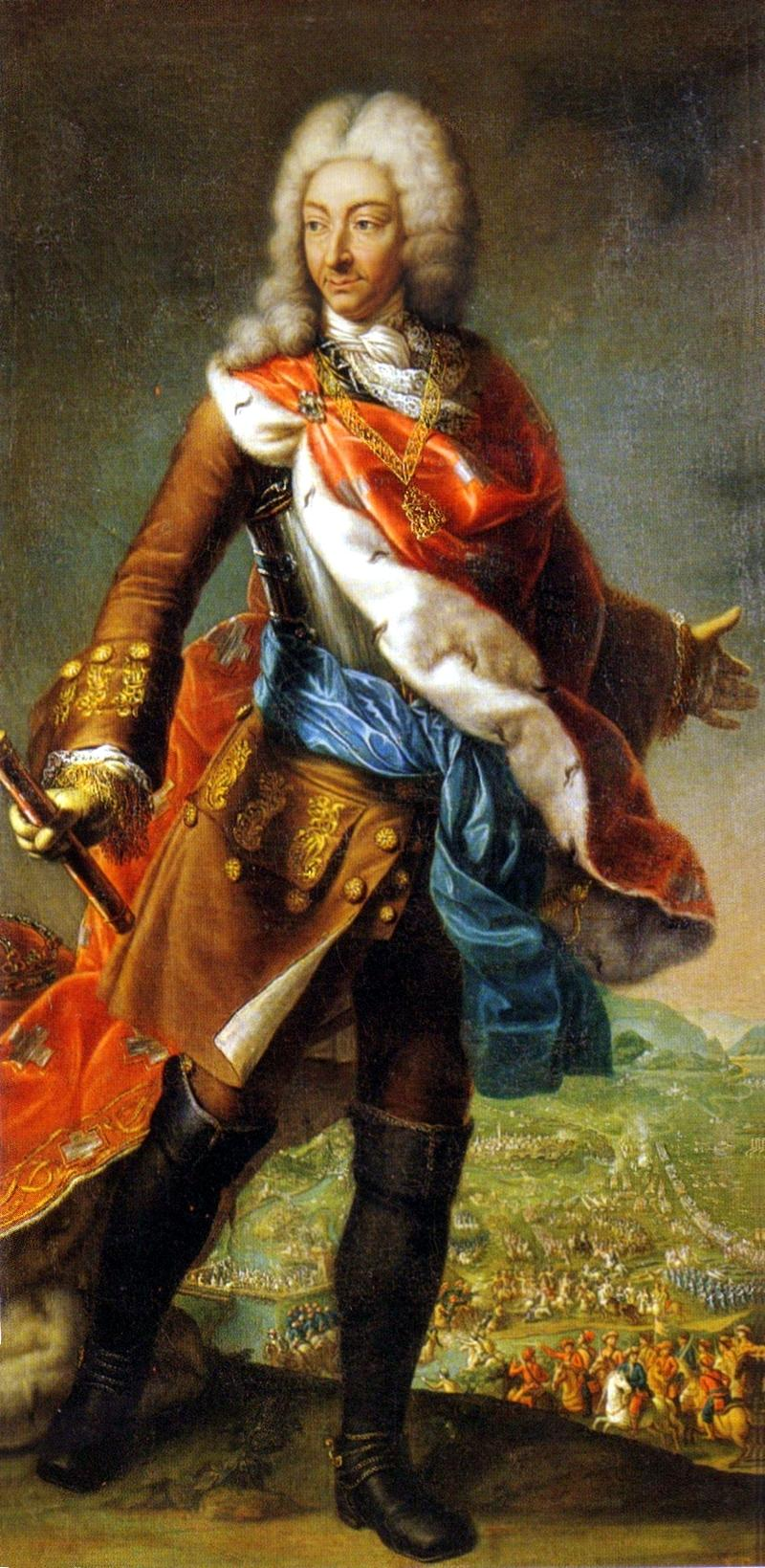
Víctor Amadeo II de Saboya, según Maria Giovanna Clementi.

La reacción inicial del Sacro Imperio a la invasión fue limitada, puesto que todos sus recursos se estaban dedicando a la Guerra austro-turca (1716-1718), y el comandante supremo austriaco, Eugenio de Saboya, quería evitar una gran guerra con España en Italia. El Tratado de Passarowitz concluyó la guerra entre el Imperio otomano y Austria, lo que condujo el 2 de agosto a la formación de la Cuádruple Alianza.
Mientras tanto, en julio de 1718, los españoles, esta vez con una flota de 350 barcos, 250 piezas de artillería y 30 000 hombres, entre ellos cuatro regimientos de dragones, de nuevo dirigidos por el marqués de Lede, invadieron Sicilia. Las fuerzas españolas tomaron Palermo el 7 de julio, para luego dividir el ejército en dos. Lede siguió por la costa para asediar Mesina entre el 18 de julio y el 30 de septiembre, mientras que el duque de Montemar conquistaba el resto de la isla.
Los franceses, austriacos y británicos exigieron la retirada española de Sicilia y Cerdeña. La actitud del duque de Saboya era ambigua, ya que negociaba con el secretario de Estado español, el cardenal Giulio Alberoni, la formación de una alianza contra Austria. Al final entraría en la coalición contra España, intercambiando la isla de Sicilia por Cerdeña, con el Emperador en el Tratado de La Haya (1720).
La isla estuvo en poder español hasta la retirada del virrey Gonzalo Chacón de Orellana el 5 de agosto de 1720.